# Centre Espacial de Tanegashima

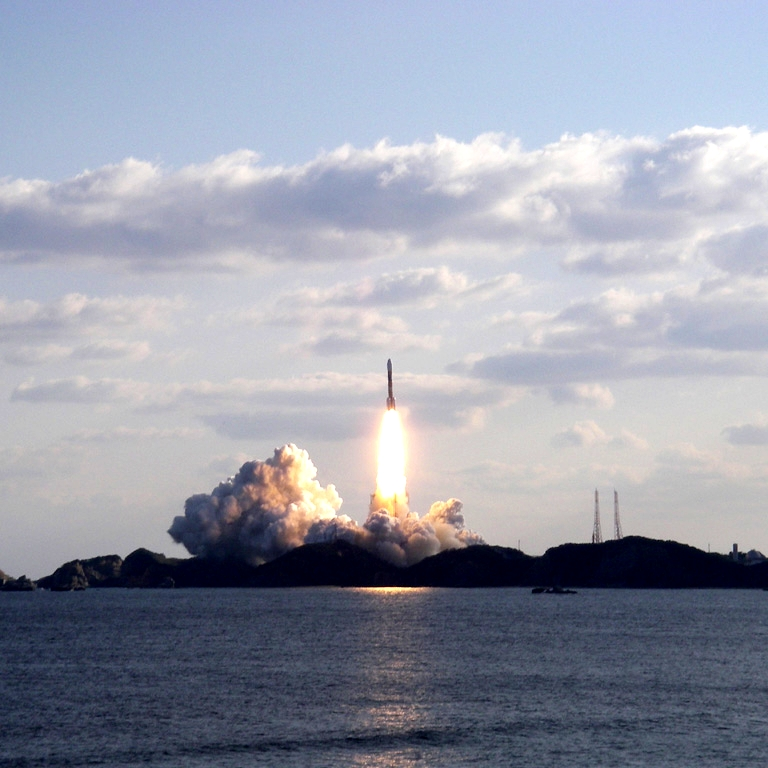
Un coet H-IIA s'enlaira des del Centre Espacial Tanegashima.

El Centre Espacial de Tanegashima (種子島 宇宙 センタ, Tanegashima Uchu Senta), conegut també per les seves sigles en anglès  TNSC ( Tanegashima Space Center), és el principal cosmòdrom del Japó, des d'on s'enlairen la majoria dels seus vehicles de llançament. Està localitzat a Tanegashima, una illa que se situa 115 km al sud de Kyūshū.
Entre les activitats que prenen lloc al TNSC destaquen l'acoblament, el testeig i el llançament de satèl·lits artificials, juntament amb els coets que permeten aquests llançaments. És el centre espacial més gran del Japó.

## Història
Va ser creat a 1969, quan es va formar l'Agència Nacional de Desenvolupament Espacial, la qual posteriorment es transformaria en l'actual JAXA.

## Instal·lacions
De les instal·lacions del centre espacial en destaca el complex de llançament de Yoshinobu, des del qual actualment s'enlairen els coets H-IIA. A més de dues plataformes de llançament compta amb edificis auxiliars pel muntatge dels coets i la seva càrrega, centre de control, seguiment, etc. També hi ha un museu i centre de visitants. Encara queden elements corresponents als dos complexos de llançament d'Osaki i Takesaki, avui en dia sense ús.